# 毛利元忠

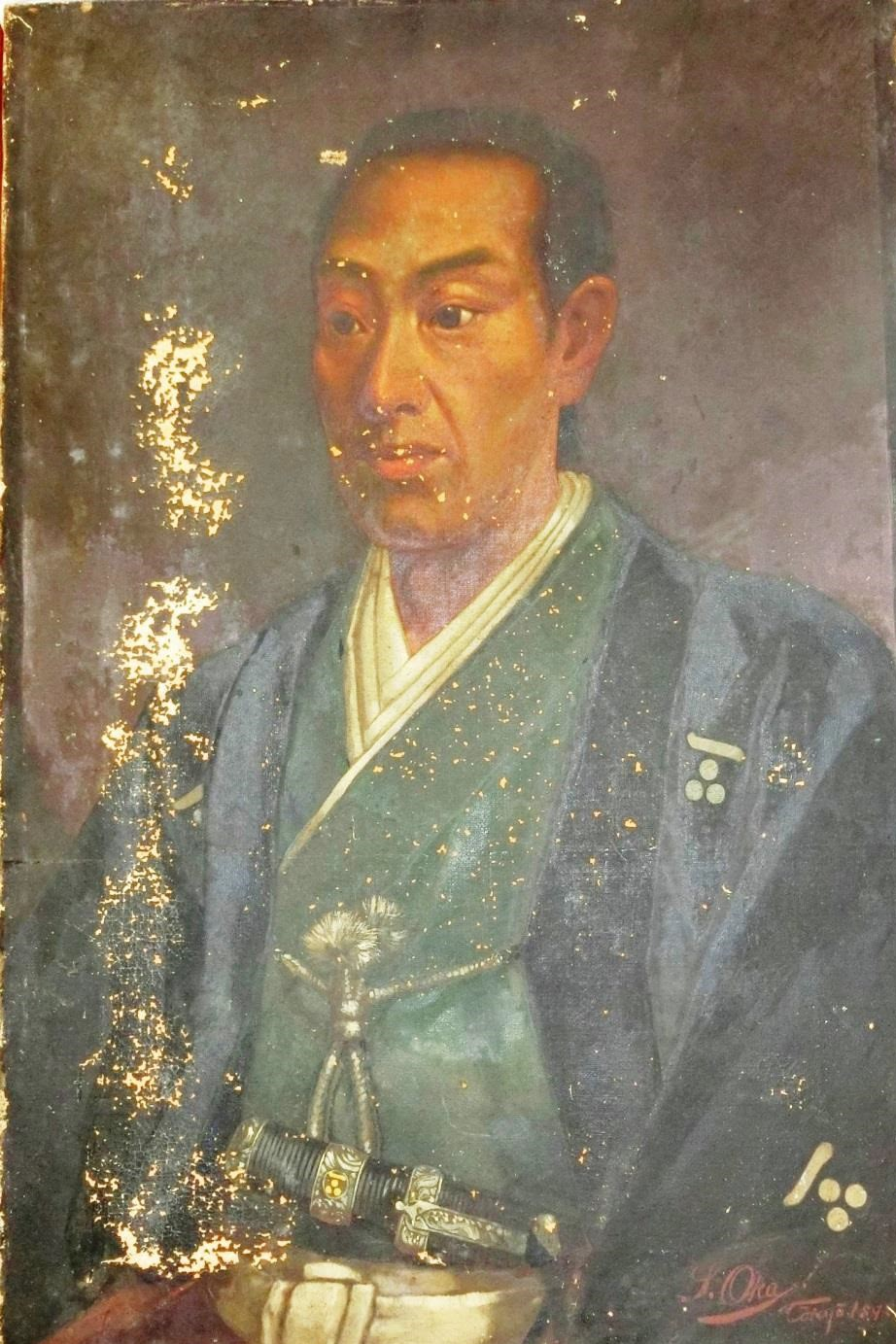
毛利元忠像

毛利 元忠（もうり もとただ、1865年8月8日（慶応元年6月17日）- 1913年（大正2年）12月17日）は、明治から大正初期の政治家、華族。貴族院子爵議員。

## 経歴
清末藩主・毛利元純の二男として生まれる。父の死去に伴い、1875年（明治8年）5月2日に家督を継承。1884年（明治17年）7月8日に子爵を叙爵した。
陸軍幼年学校を修了し、1886年（明治19年）ドイツ帝国に留学。1904年（明治37年）7月10日、貴族院子爵議員に選出され、研究会に所属して活動し、死去するまで在任した。

## 栄典
- 1885年（明治18年）6月10日 - 従五位[9]

## 親族
- 先妻 毛利暢子（のぶこ、毛利元敏長女）[1]
- 後妻 毛利国子（千家尊福二女）[1]
- 長男 毛利元恒（貴族院子爵議員）[1]
- 二女 神山和子（神山嘉瑞夫人）[1][4]